# 보르 프루에 교회

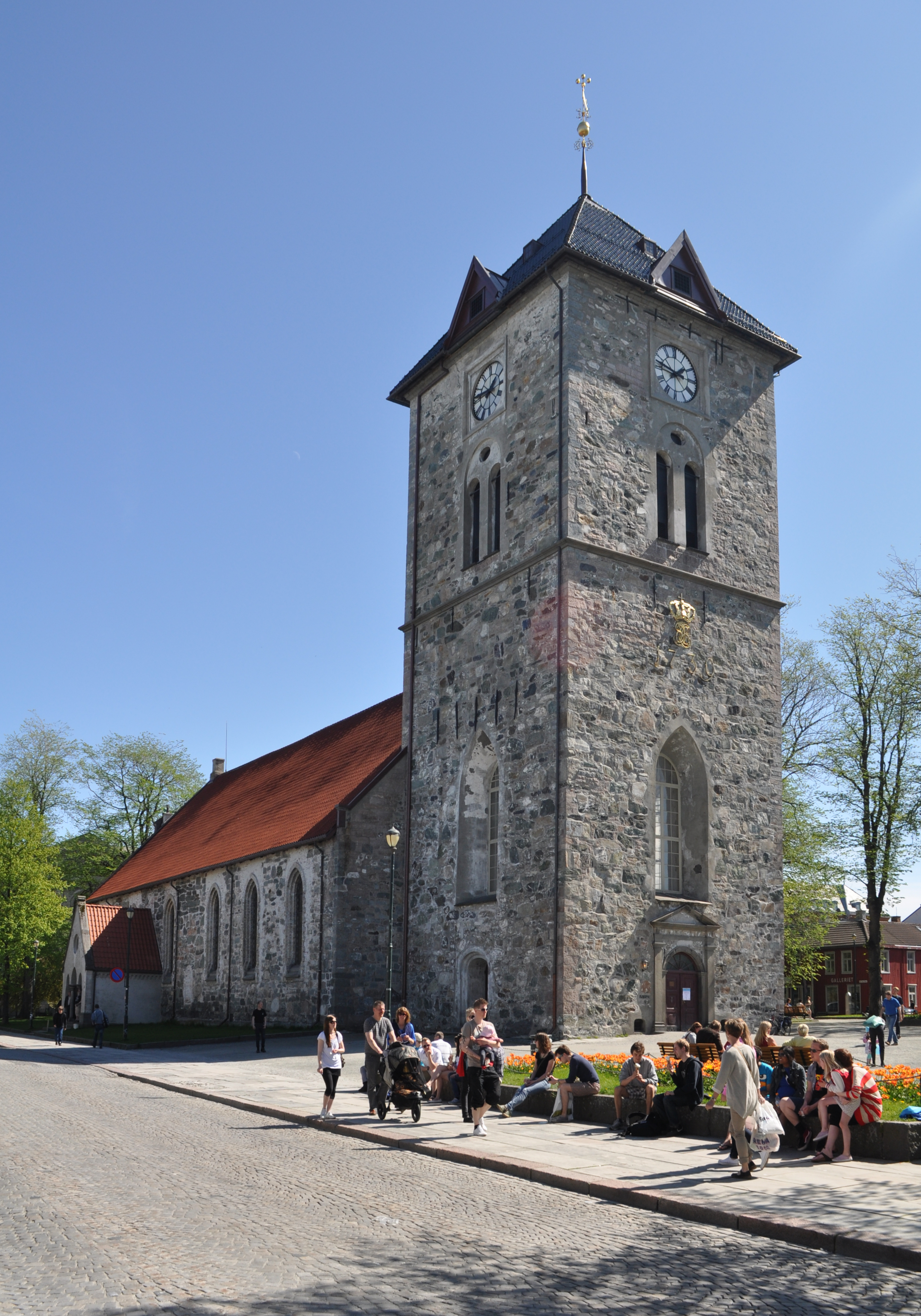

보르 프루에 교회(Vår Frue Church)는 노르웨이 트뢰넬라그 트론헤임에 있는 노르웨이 교회의 중세 사목구 성당이다. 트론헤임시 Midtbyen 다운타운 지역에 위치해있으며 니다로스 성당에서 불과 몇 블록 떨어진 곳에 있다. 니다로스 오그 보르 사목구의 두 교회들 중 하나이다. Bjørn Sigvardsson가 그린 계획을 기반으로 1100년대 말에 롱 처치 디자인으로 건립되었다. 이 교회는 540명을 채울 수 있다.